# Olivia Serres
Olivia Serres, född Wilmot i Warwick 3 april 1772, död 21 november 1834, var en brittisk konstnär och författare. Hon är mest känd för att ha gjort anspråk på titeln prinsessan Olive of Cumberland genom att hävda att hon var dotter till prins Henrik, hertig av Cumberland och Strathearn.

## Biografi
Olivia Serres var dotter till målaren och förskingraren Robert Wilmot och växte från tio års ålder upp med sin farbror, rektorn James Wilmot i Barton-on-the-Heath. Hon bosatte sig med sin far i London 1789, där hon studerade konst för hovmålaren John Thomas Serres (1759–1825), som hon gifte sig med 1791; paret fick två döttrar. Hon hade talang som konstnär och ställde ut sina tavlor på Royal Academy of Arts och British Institution. Hon separerade från maken och fick en son med konstnären George Fields 1804. Hon var aktiv som målare och författare av en roman och några poem. Under tiden mellan 1807 och 1815 lärde hon känna en del medlemmar av kungahuset.

### Anspråk
År 1817 skrev Serres till prinsregenten; hon förklarade att hon var dotter till hertigen av Cumberland och Strathearn och hennes faster Olive Payne och bad regenten om ett underhåll. Hon sände också en officiell petition till kungen, Georg III av Storbritannien. Vid kungens död 1820 förklarade hon att hon var dotterdotter till sin fosterfar James Wilmot, som hade gift sig med systern till Stanislaus I av Polen, och att deras dotter hade gift sig med Henrik av Cumberland 1767, före Cumberlands äktenskap med Anne Luttrell. Hon blev vid födseln utbytt mot Robert Wilmots dödfödda barn och sade sig ha fått underhåll från George III och hjälp av Polens kung. Hon skulle ha fått titeln hertiginna av Lancaster av kungen 1773 och gjorde anspråk på inkomsterna från detta hertigdöme.
Olivia Serres antog titeln prinsessa av Cumberland, prydde sin vagn med kungligt vapen och klädde sitt tjänstefolk i kungligt livré. Tack vare sitt utseende, som liknade Cumberlands, och en del dokument, lyckades hon övertyga en hel del människor och behandlades som en kunglighet i sällskapslivet. År 1821 lät hon döpa om sig som Cumberlands dotter och förklarade offentligt i pressen vem som var hennes far. Hon fick tillåtelse till en del kungliga privilegier, som att passera genom Constitution Gate. Då hon sattes i gäldstuga lät hon sätta upp affischer över hela London där hon bad allmänheten om bidrag och publicerade 1822 ännu ett krav på erkännande av status. Hon hade ett förhållande med sheriffen J. W. Parkins och med en ung man som påstod sig vara William Henry FitzClarence, son till Vilhelm IV av Storbritannien.

### Process
Olivia Serres lyckades få parlamentsledamoten sir Gerard Noel att undersöka hennes anspråk. Kungahuset förnekade hennes anspråk med hänvisning till hennes födelsecertifikat, där Robert Wilmot stod som hennes far, och en försäkran från den polske kungens syster som förnekade att någon av hans systrar någonsin hade besökt Storbritannien. År 1823 förklarades Serrers anspråk, framförda av Noel i parlamentet, för att vara påhittade och hennes dokument förfalskningar, och det hela förklarades vara ett bedrägeri. Serres slapp dock åtal. Hon sattes i gäldstuga upprepade gånger under sitt fortsatta liv. År 1830 utgav hon ännu en pamflett med sina anspråk.
Olivia Serress äldsta dotter kallade sig prinsessan Lavinia av Cumberland och tog sin mors anspråk till domstol 1866, men dessa förklarades vara falska av en jury som inte ens väntade på att få höra domstolens utlåtande.